# Museo diocesano (Velletri)
Il museo diocesano è un museo della città di Velletri, in provincia di Roma nell'area dei Castelli Romani. È situato nell'ex- seminario seicentesco del complesso monumentale annesso alla cattedrale di San Clemente. Appartiene alla locale diocesi.

## Storia
Le collezioni del museo, comprendenti opere d'arte provenienti dalle chiese cittadine, si formarono nell'Ottocento e furono originariamente ospitate nella sala capitolare, fino alla sua distruzione a causa dei bombardamenti nel corso della seconda guerra mondiale. Gli oggetti, conservati per precauzione a Roma durante la guerra, furono quindi catalogati e ospitati nella cattedrale, in due locali accessibili dalla navata destra. 
In seguito ad un furto nel 1983 la raccolta fu chiusa al pubblico. Il museo fu nuovamente riaperto nei locali appositamente restaurati del seminario vescovile e fu inaugurato il 22 gennaio del 2000.

## Collezioni
Le sale del museo si dispongono su un unico piano, con accesso da un salone che ospita biglietteria e libreria del museo. Le prime due sale ospitano opere in ordine cronologico (la prima sala ospita opere tra il XII e il XVI secolo, la seconda opere tra il XVII e il XX secolo); seguono la collezione di paramenti liturgici e di vasellame sacro (seconda sala) e la collezione di dipinti (sale terza e quarta) e tele dal XVII al XIX secolo (sala quinta).
L'opera più pregevole conservata nel museo è la Crux veliterna, una stauroteca in oro filigranato, pietre preziose e smalti (con raffigurazione del Cristo crocifisso, della Vergine e di alcuni santi), opera di oreficeria palermitana risalente all'XI o al XII secolo. Questa croce, contenente secondo la tradizione un frammento della Croce di Cristo, venne donata da Federico II di Svevia a Rinaldo dei signori di Ienne, allora vescovo di Velletri e in seguito eletto papa con il nome di  Alessandro IV, il quale a sua volta la donò alla cattedrale di Velletri.
Tra le altre opere artistiche conservate nel museo, una Madonna con Bambino e due angeli di Gentile da Fabriano, unica opera del suo soggiorno romano tra il 1426 ed il 1427. In origine nella basilica dei Santi Cosma e Damiano di Roma, fu trasferita nella chiesa veliterna di Sant'Apollonia nel 1633, dove rimase fino al 1913, quando venne collocata nel museo. Il restauro del 1912 ha permesso di recuperare l'originaria forma a cuspide della tavola.
Inoltre, vi è una Madonna del Rosario con i santi Domenico, Caterina da Siena e Giovanni Battista opera del pittore di scuola napoletana Sebastiano Conca. Questo dipinto, uno dei pezzi più importanti della collezione del museo, venne commissionato dalla famiglia veliterna dei Fiscari e fatto collocare nella cappella del Rosario della cattedrale di San Clemente su richiesta del cardinale Tommaso Ruffo, vescovo di Velletri tra il 1740 e il 1753. 
Presso la sede del museo è attiva anche una sala mostre che ospita esposizioni temporanee. 

### Altre opere
- Affresco con Crocifissione dalla bottega di Antoniazzo Romano, dalla chiesa di Santa Maria dell'Orto.
- Frammenti della pianeta di papa Benedetto XI (fine del XIII secolo).
- Visitazione, tavola di Bicci di Lorenzo (1373-1452), dalla cappella della Visitazione della cattedrale.
- Monumento sepolcrale di Pellegrino Orsini (fine del XV secolo).
- Trasporto della Santa Casa di Loreto di Giovan Battista Rositi da Forlì (1495-1545).
- Madonna col Bambino di Antoniazzo Romano, proveniente dall'altare di Sant'Eleuterio nella cripta della cattedrale
- Busto-reliquiario di san Clemente papa, in ottone e rame dorato e argentato, eseguito da Giuliano Finelli (1601-1653), aiuto di Gianlorenzo Bernini. L'opera fu commissionata dal cardinale vescovo Domenico Ginnasi per la cappella dei Santi Protettori nella cattedrale.
- Pianeta di Francesco Barberini, cardinale vescovo di Velletri tra il 1666 e il 1680, in seta rossa e oro, con stemma dei Barberini.
- Ritratto del cardinal Marzio Ginnetti, vicario generale di papa Urbano VIII.
- Caduta di san Paolo, dipinto attribuito a Giovan Battista Lenardi (1656-1704)
- Copia settecentesca del dipinto con Giuditta e Oloferne di Guido Reni.
- Pianeta di Enrico duca di York, cardinale vescovo di Velletri dal 1803 al 1807, in seta viola.
- Corredo liturgico in argento dorato del 1880 circa, opera dell'orefice francese Henry Chevron, dono della famiglia Pellegrini.